# Advance Wars
Advance Wars – strategiczna gra turowa wydana w USA 10 września 2001 roku na przenośną konsolę Game Boy Advance. Fabuła w grze jest oparta na zmaganiach czterech stron konfliktu – Orange Star (w wersji japońskiej Red Star), Blue Moon, Green Earth i Yellow Comet.

## Rozgrywka
Rozgrywka toczy się w turach, w trakcie których kupuje się jednostki, zajmuje budynki na mapie oraz walczy z przeciwnikiem. Główny budynek gracza – baza – jest w stanie produkować nowe jednostki, podobnie jak inne bazy wojskowe. Celem jest zwykle anihilacja jednostek przeciwnika lub zajęcie jego bazy.
W grze dostępnych jest wiele typów jednostek – kilka rodzajów piechoty, pojazdów, artylerii, okrętów i samolotów. Każda jednostka ma swoje punkty akcji, życia oraz ataku, przy czym skuteczność ataku zależy od odporności przeciwnika. Jednostki różnią się również kosztem oraz miejscem produkcji. Sama animacja walki toczy się na specjalnym ekranie, przy czym uwzględniane są takie czynniki, jak teren, na którym znajdują się jednostki.
Dostępne tryby gry to: kampania dla jednego gracza, potyczka z przeciwnikami sterowanym przez sztuczną inteligencję, lokalna potyczka z innymi graczami (na tej samej konsoli) oraz sieciowa potyczka z innymi graczami z użyciem Game Link Cable.